# 林內 (大字)
林內，是台灣雲林縣林內鄉的一個傳統地域名稱，也是全鄉行政中心所在地，位於該鄉中部及東北部。相較於今日行政區，其範圍大致包括林北村不含西北端、林中村不含北部凸出部分及西北部凸出部分、林南村、林茂村北部及東北部、坪頂村，以及南投縣竹山鎮鯉魚里北端。

## 歷史
台灣清治末期至日治初期，林內地區為一街庄，稱為「林內庄」，隸屬於斗六堡。該庄輪廓南北狹長，北隔濁水溪與大坵園庄、鼻仔頭庄為界，東北及東隔清水溪與下崁庄為界，南邊為鯉魚尾庄、咬狗庄、九芎林庄，西邊為烏塗仔庄，西北邊為新庄仔庄。
1901年（日治明治三十四年）11月，全台廢縣廳改設二十廳，該庄隸屬於斗六廳。1903年（明治三十六年）6月，該庄編入「林內區」，隸屬於斗六廳。1909年（明治四十二年）10月，合併二十廳為十二廳，林內區改隸屬於嘉義廳。1920年（大正九年），全台地方制度大改正，廢十二廳改設五州二廳，該庄改制為「林內」大字，隸屬於臺南州斗六郡斗六街。
戰後斗六街改制為斗六鎮，隸屬於臺南縣，大字亦改制為里。1946年8月，劃撥原屬斗六鎮之林內、九芎林、烏塗子三個大字及咬狗大字北半部，合併原屬莿桐鄉之新庄仔大字東半部，獨立組成林內鄉，里亦改制為村。1950年10月，雲、嘉、南分治，林內鄉改隸屬雲林縣。

## 聚落
本地區發展較早的聚落有林內、乾溪（復興）、斗六東（茂興）、坪頂等，在日治期初期的官方地圖上已有記載。此外，本地區尚有觸口、清水溪、山坪、鉛片厝、玉蘭花腳、頂庄、仁愛（溪底仔）、新興、廍坑、鐵管坑、長安（下尾寮）、中興（溪仔尾）、東興（草崙）等聚落。

## 交通
台鐵縱貫線是台灣西部南北鐵路幹線，大致以北北東—南南西走向繞大彎轉東北—西南走向經過林內地區北部及中部偏西地帶。境內設有林內車站，屬三等站，停靠少部分莒光號、區間快車，及全部區間車。由此可前往台鐵沿線各站。
國道3號又稱「福爾摩沙高速公路」，是貫穿台灣西部的兩條縱向高速公路之一，大致以東向西轉東南東—西北西走向再繞大彎轉北北東—南南西走向再轉東北—西南走向經過林內地區北部及西部。境內未設交流道，向北行最近的是與南投縣鄉道投47線交會處的南雲交流道，向南行最近的是省道台3線交會處的斗六交流道。由此等可快速前往台灣南北各地。
省道台3線（新光路、林內路三段～一段、中正路）俗稱「內山公路」，是臺北至屏東的幹道，大致以東南東—西北西走向由本地區東部邊界中央處經清水溪南雲大橋入境後，轉北北西蜿蜒而行，其後繞大彎轉西南，至林內路三段路口轉西再繞大彎轉西南，繞過林內市區西側後繞大彎轉南南東，至中正路路口轉西南微南以至出境。由該道路向東南東可前往竹山、名間、南投、草屯等地；向西南微南可前往斗六、古坑、梅山、竹崎等地。
縣道141號（彰雲路）是員林至林內的道路，其南側端點位於本地區中部偏北的省道台3線路口。由此向北北東經國道3號高架橋下後過濁水溪彰雲大橋出境，可前往二水、田中、社頭、員林並止於省道台1線路口。
縣道154號（瑞農路），是六輕廠至林內的道路，也是雲林縣最北側的橫貫縣道，其東側端點位於林內市區西側的省道台3線路口。由此向西北經國道3號高架橋下後繞大彎轉西北微北出境後經烏塗仔轉西南西蜿蜒而行可前往莿桐中北部、西螺、二崙中北部、崙背中北部、麥寮的六輕廠等地。
鄉道雲59線（三星路、增產路）是三星至頂莊仔的道路，其南側端點位於本地區中部偏西頂庄聚落的省道台3線舊線（中正東路）路口。由此向北北西經鐵路平交道、省道台3線路口、鄉道雲66線右線路口後與其共線，再經鄉道雲66線左線路口後獨行，轉北經國道3號高架橋下，於本地區西北部邊界處經鄉道雲64線終點路口後出境，可前往新庄子東端並止於鄉道雲58線（林內二號堤防道路）終點路口。
鄉道雲60線（中興路）是乾溪仔至草崙的道路，全線位於本地區內，其西側端點位於本地區西南部省道台3線路口。由此向南南東轉南再轉東南蜿蜒而行，經溪仔尾、斗六東聚落後轉東北再轉東南東，可止於斗六東溪東玄橋東北側。
鄉道雲61線（坪頂路）是頂莊仔至坪頂的道路，全線位於本地區內，其北側端點位於本地區中部偏北的省道台3線舊線（新光路）路口。由此向東南轉南南東蜿蜒上山，可前往坪頂聚落並止於其南側不遠處。
鄉道雲62線是灣龜仔至會社尾的道路，其東側端點位於林內市區西側的縣道154號路口。由此向西南西直行，經國道3號高架橋下後，至本地區西部邊界南側地帶轉西南大致涚邊界地帶而行，出境後可前往烏塗子地區的灣龜仔聚落並止於其西南郊的鄉道雲67線路口。
鄉道雲63-1線是烏塗仔至中莊的道路，其南側端點位於本地區西部近邊界地帶的鄉道雲62線路口。由此向西北微北出境後，可前往烏塗子地區的頂烏塗子聚落中部偏西並止於縣道154號路口。
鄉道雲64線是烏塗仔至三星的道路，其西側端點位於本地區西部邊界外緣的頂烏塗子聚落東側縣道154號路口。由此向東北微北大致沿邊界外緣而行，經鄉道雲69線路口後沿邊界而行，可前往本地區西北部與新庄子交界地帶並止於鄉道雲59線路口。
鄉道雲66線是瑞農至彰雲大橋的道路，全線位於本地區內，其西南側端點位於本地區西部縣道154號路口，即國道3號高架橋下東南側不遠處。由此向東北經鄉道雲69線路口後蜿蜒而行，至鄉道59線路口轉南南東與其共線，至玉蘭花腳聚落路口轉東北東獨行後順路再轉東北，經國道3號高架橋下後續行，至濁水溪彰雲大橋南端西側聚落十字路口轉東南，可止於縣道141號路口。
鄉道雲69線（仁愛路）是頂烏塗至新興的道路，其東南側端點位於林內市區西北側的省道台3線路口。由此向西北微北轉西北，經鄉道雲66線路口、國道3號高架橋下後出境後，經鄉道雲64線路口可前往烏塗子地區東北部的頂烏塗子聚落北郊並止於鄉道雲58-1線路口。

## 學校
- 淵明國中
- 林內國小
- 林中國小
- 成功國小